# Ctenosaura melanosterna
Ctenosaura melanosterna är en ödleart som beskrevs av Buckley och Axtell 1997. Ctenosaura melanosterna ingår i släktet Ctenosaura och familjen leguaner. IUCN kategoriserar arten globalt som starkt hotad. Inga underarter finns listade i Catalogue of Life.
Arten förekommer endemisk i nordöstra Honduras vid Mexikanska golfen. Den når i kulliga områden 200 meter över havet. Leguanen lever i torra tropiska skogar och buskskogar.